# M47 Dragon
McDonnell Douglas M47 Dragon, během vývoje označovaná v americké vojenské nomeklatuře z roku 1962 jako FGM-77 Dragon, je americká protitanková řízená střela naváděná prostřednictvím vodiče s poloautomatickým povelovým systémem dálkového navedení po záměrné cíle typu SACLOS (Semi-Automatic Command to Line-of-Sight). Šlo o první přenosnou protitankovou řízenou střelu ve službě amerických ozbrojených složek (konkrétně US Army a USMC).
Systém M47 Dragon je používán americkou armádou od poloviny sedmdesátých let 20. století. Je určen k ničení tanků, obrněných vozidel a opevnění. Maximální dostřel 1000-1500 m je příliš nízký a proto je od poloviny devadesátých let nahrazován modernějším systémem FGM-148 Javelin.
Raketa má zajímavý systém ovládání směru letu pomocí třiceti párů raketových mikromotorů umístěných po obvodu středové části střely. Střela je řízena pomocí mikropočítače a střelci stačí pouze udržovat cíl v zaměřovači.
Systém byl a je používán asi 15 státy, kromě USA například Izrael, Jordánsko, Maroko, Nizozemsko, Saúdská Arábie, Španělsko, Švýcarsko, Thajsko a země bývalé Jugoslávie.

## Varianty
- M47 Dragon základní verze

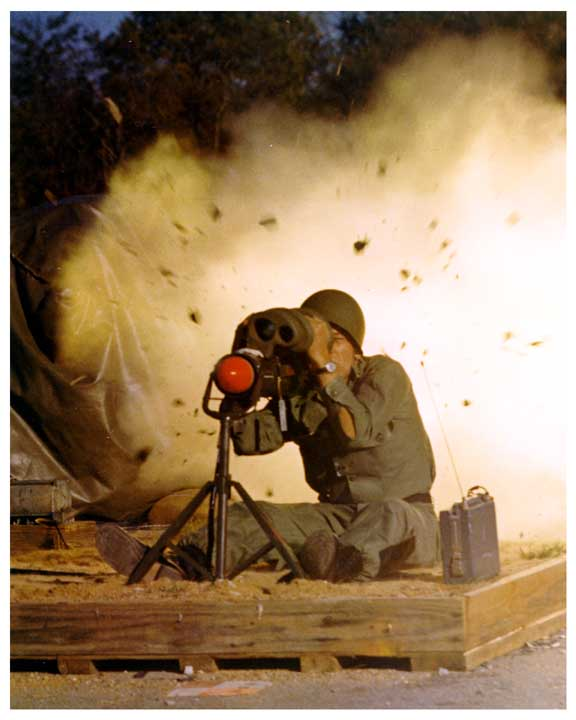
M47 Dragon při výstřelu

- M47 Dragon II z roku 1985 má zvýšenou průbojnost hlavice.
- M47 Dragon III ("Super Dragon") z roku 1990 s tandemovou kumulativní hlavicí a zvýšeným dostřelem na 1500 m.

## Technická data
- Maximální dostřel: 1000 m (Dragon I a II), 1500 m (Dragon III)
- Typ bojové hlavice: HEAT, tandemová kumulativní (Dragon III)
- Průbojnost pancéřování: cca 450 - 500 mm

## Uživatelé

### Současní uživatelé
- Írán
- Maroko
- Saúdská Arábie
- Thajsko

### Bývalí uživatelé
- Izrael
- Irák
- Nizozemsko
- Španělsko
- Švýcarsko
- Spojené státy americké
- Jordánsko